# Fondo soberano de inversión

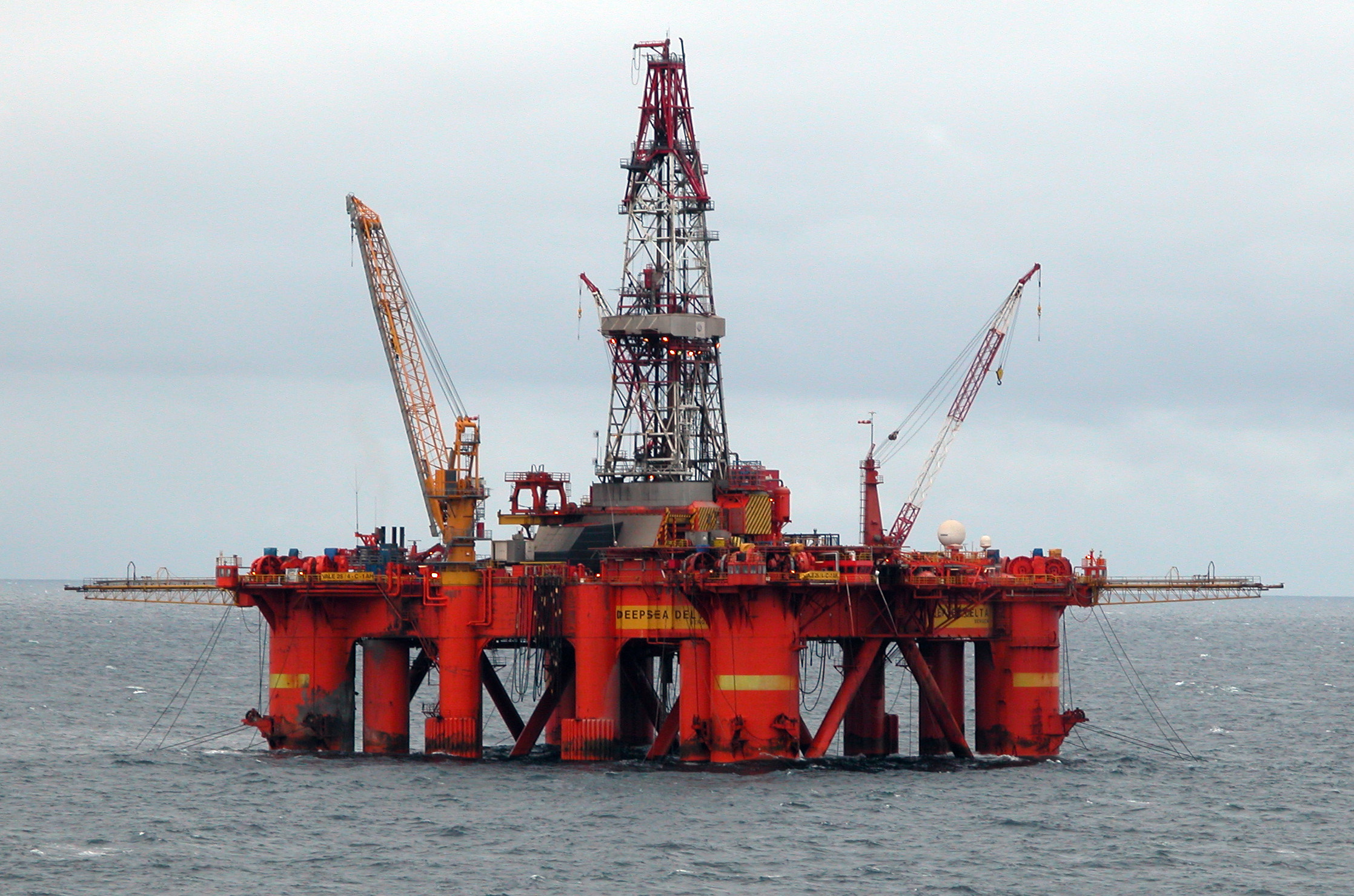
La mayor parte del capital de muchos fondos soberanos procede de los beneficios resultantes de la explotación de materias primas. En previsión del agotamiento de las reservas de hidrocarburos, estados como Noruega o los Emiratos Árabes Unidos han asegurado su futuro reinvirtiendo los beneficios generados.

Un fondo soberano de inversión (abreviado FSI; del inglés sovereign wealth fund, expresión acuñada en 2005 por Andrew Rozanov)
 es un vehículo de inversión de propiedad estatal que controla una cartera de activos financieros nacionales e internacionales. Generalmente, el capital proviene de la exportación de materias primas, como gas o petróleo y sus inversiones se componen de bonos, acciones, derivados financieros, aunque también cuentan con inversiones de otro tipo, como propiedades inmobiliarias. A causa de la contracción del crédito originada por la crisis de 2007, los FSI han adquirido notoriedad mediática en los rescates de importantes grupos bancarios cotizados en Wall Street como Citigroup o Merrill Lynch, sacando a la luz sus cuantiosos recursos financieros. El más grande, el Abu Dhabi Investment Authority (ADIA), maneja activos estimados en $875.000 millones, cerca de tres veces el PIB suizo en 2007. La toma de posiciones en sectores considerados estratégicos -como el bancario- y la opacidad de su gestión preocupa a algunos gobiernos y organismos internacionales, que empiezan a limitar y regular el margen de maniobra de los FSI.

## Naturaleza de los FSI
Atendiendo a la definición de la Comisión Europea y según varios expertos, la diferenciación entre FSIs y otros fondos de propiedad estatal como fondos de pensiones o de reservas internacionales es complicada, pues todos ellos son controlados por los bancos centrales, sirven como instrumento de transferencia de renta intergeneracional y excepto por los fondos de pensiones, se prevé utilizarlos como estabilizador en caso de complicaciones coyunturales.
Se ha intentado diferenciar los FSI de los fondos de reservas internacionales, basándose en la tendencia de los primeros a maximizar el beneficio en el largo plazo y el uso habitual de los últimos como instrumento de política monetaria a corto plazo. La línea de separación sin embargo, es difusa, pues la tenencia de activos altamente líquidos -fácilmente convertibles en dinero- es muy común en los FSI y otros fondos de pensiones como forma de diversificar el riesgo. Además, muchos FSI no tienen un objetivo declarado, y en algunos casos, aun cuando lo tienen pueden presentar comportamientos poco en línea con los mismos. Comúnmente se sospecha (se teme) que los FSI son un instrumento político más que un instrumento financiero, y por tanto que sus criterios de inversión están marcados más por los intereses del gobierno que lo posee que por metas financieras.
Sin embargo, a pesar de la sospechosa naturaleza de los FSI, no se han dado escándalos significativos -toma de control de "campeones nacionales" y/o su traslado al país del fondo- temidos por gobiernos occidentales. Sí se han dado casos, como apunta The Economist, de restricciones preventivas a las inversiones los FSI, como la negativa de EE. UU. a una empresa controlada por el FSI dubaití Investment Corporation of Dubai a la gestión de los puertos de  Nueva York, Nueva Jersey, Filadelfia, Baltimore, Nueva Orleans y Miami. O mucho antes, cuando en 1987 el gobierno de Margaret Thatcher obligó a KIA a vender más de la mitad del 22% de participación que el fondo kuwaití había adquirido en British Petroleum. Según The Economist:

Sovereign-wealth funds are large and growing fast. Secretive and possibly manipulative, they are almost designed to raise suspicions. That is why the chief threat they pose is of financial protectionism. And it is why today's grand rescue on Wall Street is likely to lead to a backlash in Washington tomorrow.

Los Fondos soberanos son grandes y crecen rápido. Rodeados de secretismo y posiblemente manipuladores, están diseñados casi a propósito para levantar sospechas. Es por eso que la amenaza principal que suponen, es la del proteccionismo financiero. Y es por eso que el gran rescate de hoy en Wall Street probablemente provocará una reacción (negativa) en Washington mañana.

El error más común es pensar que los FSI son producto exclusivamente de la explotación de recursos naturales, si bien la mayoría se ajusta a este patrón. Concretamente el 62% de los fondos estudiados por el Sovereign Wealth Fund Institute (SWFI) se basan en gas y petróleo.

### Opacidad
Los fondos soberanos provocan cierta desconfianza en los circuitos financieros y en algunos gobiernos debido a la cuantía de sus inversiones —que en ocasiones conlleva también la toma de control de importantes empresas y bancos— y a los procedimientos poco transparentes en su gestión, como la falta de un reporte anual o de criterios conocidos de inversión. Por otro lado, no todos los fondos de inversión de propiedad estatal cumplen con el estereotipo (instrumento financiero con finalidades políticas en manos de gobiernos poco democráticos). Muchos fondos son propiedad de gobiernos occidentales y su capital procede de cotizaciones pensionísticas. Otro elemento que se supone común a los FSI y que los diferencia de otros fondos es la opacidad en torno a su tamaño verdadero, sus criterios de gestión y sus planes de futuro. En realidad, el grado de transparencia varía mucho dentro de los FSI. El más transparente sin duda es el Government Pension Fund of Norway, más conocido por sus siglas GPF, conocido por retirar inversiones en empresas que no cumplían con los estándares éticos del fondo como la fabricación de armamento o haber causado daños al medioambiente. Otros, como el China Investment Corporation (CIC) o el mayor del mundo, el Abu Dhabi Investment Authority (ADIA), obtienen una puntuación baja (respectivamente 1 y 4 en una escala de 10) en el Índice de Transparencia de 2008 del SWFI, una institución dedicada al estudio de los fondos soberanos. Informaciones como el tamaño de los fondos o la falta de auditorías externas independientes conocidas son algunas de las carencias más en cuanto a transparencia por parte de los FSI. En septiembre de 2008, 26 fondos soberanos se adhirieron en Santiago de Chile a un código de conducta voluntario redactado en colaboración con el FMI; el cual aconseja evitar inversiones en «sectores sensibles» pero no obliga a revelar su tamaño, ni sus intenciones respecto a las empresas controladas.

## Historia

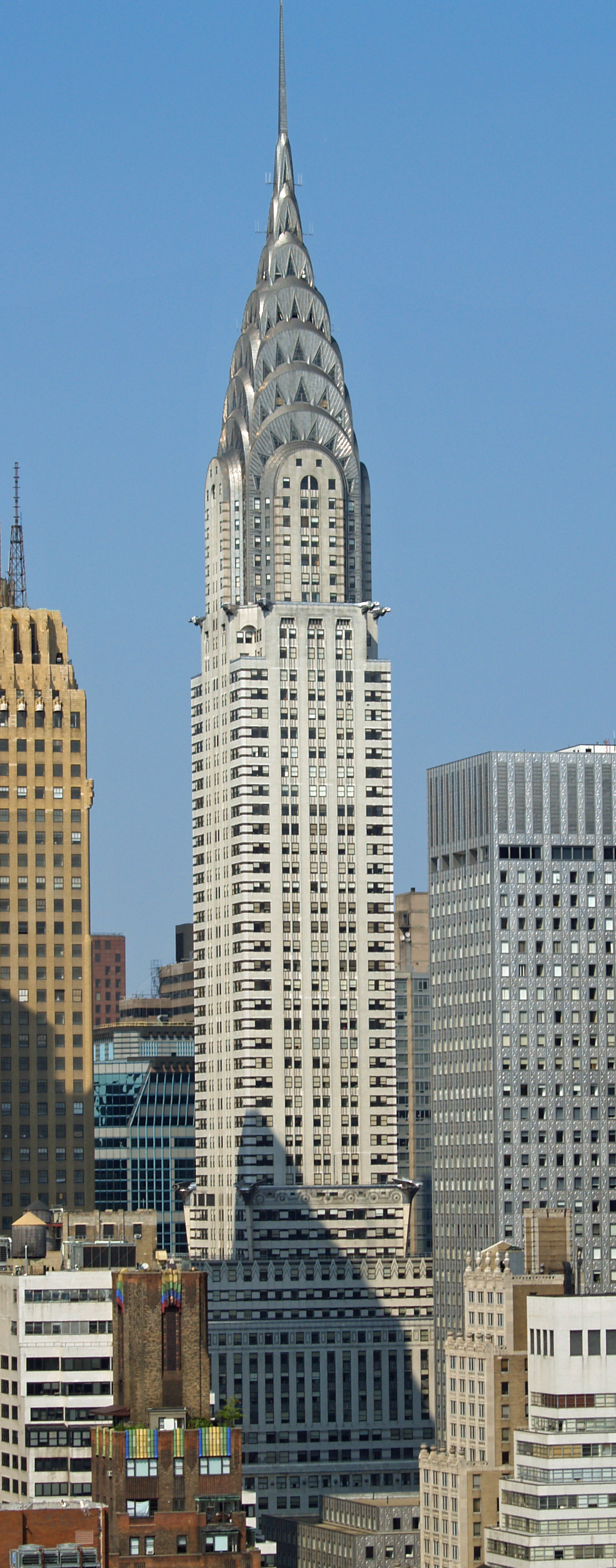
Edificio Chrysler, actualmente propiedad de ADIA. Las inversiones a largo plazo, por ejemplo en el sector inmobiliario, forman una parte importante de los activos de algunos FSI.

La mayor parte de los fondos de los FSI provienen de la acumulación de divisas -provengan de la exportación de petróleo o de cualquier otra mercancía o servicio- almacenadas y gestionadas por los bancos centrales. En el pasado, estas reservas estaban compuestas por oro o activos fácilmente convertibles en oro, normalmente libras esterlinas y después, dólares estadounidenses, pues los bancos centrales de Reino Unido y Estados Unidos fueron en su tiempo los mayores poseedores de reservas auríferas, con las cuales respaldaban el valor de su moneda. Este sistema, conocido como Patrón oro, tuvo vigencia hasta 1914 y después de la Segunda Guerra Mundial, fue consolidado en los Acuerdos de Bretton Woods que garantizaban la convertibilidad del dólar en oro hasta 1973. A partir de entonces el dólar ha continuado siendo la divisa más importante, en la que se basan las reservas internacionales de los bancos centrales. A medida que las reservas han ido creciendo, se ha cambiado la manera de invertirlas, pasando de deuda pública a otros valores más rentables -y arriesgados- como la renta variable. Para ello se han creado dentro de los mismos bancos centrales, entidades dedicadas a la inversión de parte de estos activos.
Si bien el término Sovereign Wealth Fund data de 2005, los primeros vehículos de inversión que hoy podemos denominar como fondos soberanos se originan en la década de 1950, si bien existe un precedente, la Caisse des Dépôts et Consignations francesa creada en 1816. Normalmente se considera que el primero fue el Kuwait Investment Authority (KIA), creado en 1953 para gestionar la riqueza generada por el petróleo. Curiosamente, Kuwait aún no se había independizado del Reino Unido. En 1956, le sigue Kiribati, también dependiente entonces del Reino Unido, con la creación del Revenue Equalization Reserve Fund de Kiribati, cuya fuente de financiación era un impuesto sobre la exportación de fosfatos, generados a partir de excrementos de pájaro. Otros fondos importantes se fundaron a lo largo de las siguientes décadas, especialmente en los años 1970 con los shocks petrolíferos de 1973 y 1979, cuando algunos gobiernos deciden aprovechar la coyuntura para crear una especie de "cuenta de ahorro", que gestionase los ingresos extraordinarios. En 1990, Noruega hace lo propio en previsión de las mermantes reservas petrolíferas del Mar del Norte. Singapur, a través del Government of Singapore Investment Corporation (GIC) en 1981 empieza a gestionar las reservas internacionales procedentes de su superávit comercial; probablemente ha servido de modelo para los fondos soberanos de Corea del Sur y China, también sin ninguna dependencia del petróleo, fundados a finales de los 90 y en la década de 2000 —no es casual que esto suceda después de la crisis asiática de 2007, causada por la falta de reservas internacionales— cuando se produce un boom en el nacimiento de fondos soberanos y el fenómeno empieza a recibir la atención de los medios y los expertos, aunque hasta 2007/2008 han pasado relativamente desapercibidos. A finales de 2008, la idea de crear uno o varios FSI en manos de gobiernos europeos o de la propia Unión Europea empieza a tomar forma, y pese a las reticencias de algunos gobiernos como el alemán, el presidente francés Nicolás Sarkozy anuncia la creación de un FSI francés para financiar proyectos innovadores y para evitar la compra de empresas galas por extranjeros.
Por ejemplo, los hedge funds o fondos de inversión libre, con un patrimonio menor a nivel mundial, han recibido mucha más atención. El ápice de la notoriedad de los FSI se ha alcanzado en 2008, con la entrada en el capital de UBS, Merrill Lynch, Citigroup, la compra del Manchester City o del edificio Chrysler. Se espera que a medida que las dificultades del credit crunch pongan en dificultades a más empresas -en especial a bancos- y el barril de petróleo continúe en máximos históricos, o por encima de los 100$, la influencia de los fondos soberanos en la economía internacional seguirá creciendo. En 2008, el SWFI estimaba su tamaño en unos 3,8 billones de dólares, cifra superior al PIB de Alemania en 2007 o más de dos veces el PIB español para el mismo año.

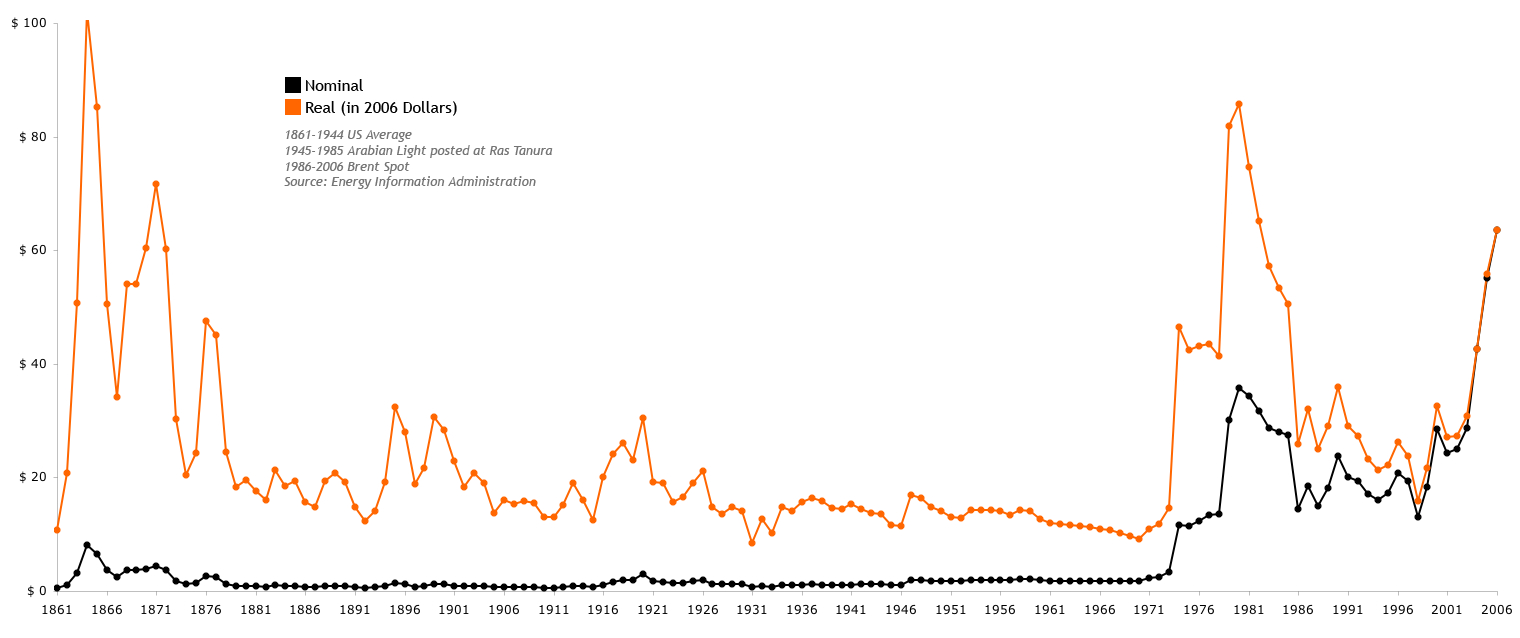
Precios del petróleo desde 1861 hasta 2007, en términos nominales y reales (ajustados por la inflación).En 2008, el precio superó los 100$, alcanzó un máximo histórico tanto real, como nominal, lo que ha provocado la acumulación de ingentes reservas por parte de los fondos soberanos de los países exportadores de petróleo.

## Tamaño
Según estimaciones del 2008, los FSI suponían alrededor de 3,8 billones de dólares, con crecimientos de dos dígitos de año en año y previsiones de alcanzar más de 10 billones en el 2012. La cifra actual supone aproximadamente un 2% del total de valores negociados a nivel mundial, por encima de otros instrumentos, como los hedge funds, pero muy por debajo de los más de 18 billones que manejan los fondos comunes o de los 20 billones que manejan los fondos de pensiones.
Algunas magnitudes interesantes, aparte del valor absoluto de los fondos, son la proporción respecto al PIB y respecto a las reservas internacionales. La primera indica cuán importante es el fondo en relación con el tamaño de la economía nacional. ADIA, el kuwaití KIA, el catarí QIA y el GIC de Singapur lideran la clasificación en este aspecto.
Por otra parte, la proporción FSI/reservas internacionales es una medida de la agresividad de la inversión, pues los FSI suponen una inversión más arriesgada -y supuestamente mucho más rentable- que la acumulación de divisas. ADIA (29,5 veces), el irlandés NPRF (36,6) o el noruego GPF (7 veces el valor de las reservas acumuladas por el banco central) son algunos de los más importantes. China, Rusia o Corea del Sur, aun teniendo FSI de cierta magnitud, presentan comportamientos más conservadores, y destinan a sus FSI entre el 10 y el 20 por ciento del valor de sus reservas internacionales.

## Estabilidad y agotamiento de los FSI
Numerosos FSI han fracasado a lo largo de la historia. Los más notables han sido el FRR de Argelia, el FSB de Brasil, los complejos FSI de Ecuador, el MRSF de Papúa Nueva Guinea y el FIEM y FONDEN de Venezuela. La principal razón por la que estos fondos se han agotado se debe a la inestabilidad política, mientras que los determinantes económicos generalmente desempeñan un papel importante pero mayormente inconsecuente. Los FSI en países inestables pueden provocar riesgos para los estados receptores de las inversiones de estos fondos, dado que la inestabilidad en los países patrocinadores de FSI hace que esas inversiones sean inciertas y es probable que se desinviertan para minimizar los efectos de inestabilidad política a corto plazo. 
En países altamente estables, como Dinamarca, Catar, China o Australia, es extremadamente improbable que sus FSI experimenten un agotamiento precisamente debido a su estabilidad política. 

## Lista de los principales FSI
| País                             | Abreviatura | Fondo                                                              | Activos miles de millones USD | Comienzo | Origen                                           |
| -------------------------------- | ----------- | ------------------------------------------------------------------ | ----------------------------- | -------- | ------------------------------------------------ |
| Japón                            | GPIF        | Government Pension Investment Fund                                 | 1573.7                        | 2006     | Productos no básicos                             |
| Noruega                          | GPF-G       | Government Pension Fund                                            | 1400.4                        | 1990     | Gas y petróleo                                   |
| China                            | CIC         | China Investment Corporation                                       | 1222.3                        | 2007     | Productos no básicos                             |
| Kuwait                           | KIA         | Kuwait Investment Authority                                        | 737.94                        | 1953     | Gas y petróleo                                   |
| Emiratos Árabes Unidos           | ADIA        | Abu Dhabi Investment Authority                                     | 697.86                        | 1967     | Gas y petróleo                                   |
| China                            | SAFE        | SAFE Investment Company                                            | 743                           | 1997     | Productos no básicos                             |
| Hong Kong                        | HKMA        | Exchange Fund (Hong Kong)                                          | 585.73                        | 1935     | Productos no básicos                             |
| Singapur                         | GIC         | GIC Private Limited                                                | 578                           | 1981     | Productos no básicos                             |
| Singapur                         | TH          | Temasek Holdings                                                   | 484.4                         | 1974     | Productos no básicos                             |
| Arabia Saudita                   | PIF         | Public Investment Fund                                             | 580                           | 1971     | Gas y petróleo                                   |
| Emiratos Árabes Unidos           | ICD         | Investment Corporation of Dubai                                    | 301.68                        | 2006     | Gas y petróleo                                   |
| Catar                            | QIA         | Qatar Investment Authority                                         | 450                           | 2005     | Gas y petróleo                                   |
| Francia                          | CDC         | Caisse des Dépôts et Consignations                                 | 202                           | 1816     | Productos no básicos                             |
| Rusia                            | NWF         | Russian National Wealth Fund                                       | 182,59                        | 2008     | Gas y petróleo                                   |
| Emiratos Árabes Unidos           | MIC         | Mubadala Investment Company                                        | 243                           | 1984     | Gas y petróleo                                   |
| Corea del Sur                    | KIC         | Korea Investment Corporation                                       | 201                           | 2005     | Productos no básicos                             |
| Australia                        | FF          | Future Fund                                                        | 147,71                        | 2006     | Productos no básicos                             |
| Kuwait                           | PIFSS       | Public Institution For Social Security Fund                        | 133.7                         | 1955     | Productos no básicos                             |
| Irán                             | NDFI        | National Development Fund                                          | 24                            | 2011     | Gas y petróleo                                   |
| Emiratos Árabes Unidos           | ADQ         | Abu Dhabi Developmental Holding Company                            | 79                            | 2018     | Productos no básicos                             |
| Francia                          | BPI         | Bpifrance                                                          | 33                            | 2008     | Productos no básicos                             |
| Libia                            | LIA         | Libyan Investment Authority                                        | 67                            | 2006     | Gas y petróleo                                   |
| Kazajistán                       | NF          | Kazakhstan National Fund                                           | 55,32                         | 2012     | Gas y petróleo                                   |
| Kazajistán                       | SK          | Samruk-Kazyna                                                      | 68,38                         | 2008     | Gas y petróleo                                   |
| Estados Unidos                   | APFC        | Alaska Permanent Fund                                              | 83,85                         | 1976     | Gas y petróleo                                   |
| Brunéi                           | BIA         | Brunei Investment Agency                                           | 71,60                         | 1983     | Gas y petróleo                                   |
| Emiratos Árabes Unidos (Federal) | EIA         | Emirates Investment Authority                                      | 78                            | 2007     | Gas y petróleo                                   |
| Estados Unidos                   | UTIMCO      | Texas Permanent University Fund                                    | 69,21                         | 1876     | Regalías de tierras y minerales                  |
| Azerbaiyán                       | SOFAZ       | State Oil Fund of the Republic of Azerbaijan                       | 43                            | 1999     | Gas y petróleo                                   |
| Rusia                            | RDIF        | Russian Direct Investment Fund                                     | 40                            | 2011     | Productos no básicos                             |
| Noruega                          | GPF-N       | Government Pension Fund – Norway                                   | 22                            | 2006     | Gas y petróleo                                   |
| Austria                          | ÖBAG        | Österreichische Beteiligungs AG                                    | 38,4                          | 1967     | Productos no básicos                             |
| Turquía                          | TWF         | Turkey Wealth Fund                                                 | 294,09                        | 2017     | Productos no básicos                             |
| Malasia                          | KN          | Khazanah Nasional                                                  | 30,4                          | 1993     | Productos no básicos                             |
| Omán                             | OIA         | Oman Investment Fund                                               | 17                            | 1980     | Gas y petróleo                                   |
| Nueva Zelanda                    | NZSF        | New Zealand Superannuation Fund                                    | 27                            | 2003     | Productos no básicos                             |
| Estados Unidos                   | NMSIC       | New Mexico State Investment Council                                | 26                            | 1958     | Gas y petróleo                                   |
| Timor Oriental                   | TLPF        | Timor-Leste Petroleum Fund                                         | 18                            | 2005     | Gas y petróleo                                   |
| Chile                            | ESSF        | Economic and Social Stabilization Fund                             | 11                            | 2007     | Cobre                                            |
| Canadá                           | AHSTF       | Alberta Heritage Savings Trust Fund                                | 18,9                          | 1976     | Gas y petróleo                                   |
| Baréin                           | BMHC        | Mumtalakat Holding Company                                         | 19                            | 2006     | Gas y petróleo                                   |
| Chile                            | PRF         | Pension Reserve Fund                                               | 11                            | 2006     | Cobre                                            |
| Irlanda                          | ISIF        | Ireland Strategic Investment Fund                                  | 12                            | 2014     | Productos no básicos                             |
| Perú                             | FSF         | Fiscal Stabilization Fund                                          | 5                             | 1999     | Productos no básicos                             |
| Italia                           | CDP Equity  | Cassa Depositi e Prestiti Equity                                   | 5                             | 2011     | Productos no básicos                             |
| Estados Unidos                   | PWMTF       | Permanent Wyoming Mineral Trust Fund                               | 23                            | 1974     | Minerales                                        |
| Botsuana                         | PF          | Pula Fund                                                          | 4                             | 1994     | Diamantes                                        |
| Trinidad y Tobago                | HSF         | Heritage and Stabilization Fund                                    | 6                             | 2000     | Gas y petróleo                                   |
| China                            | CADF        | China-Africa Development Fund                                      | 10                            | 2007     | Productos no básicos                             |
| Angola                           | FSDEA       | Fundo Soberano de Angola                                           | 5                             | 2012     | Gas y petróleo                                   |
| Estados Unidos                   | NDLF        | North Dakota Legacy Fund                                           | 8,1                           | 2011     | Gas y petróleo                                   |
| Indonesia                        | INA         | Indonesia Investment Authority                                     | 5,3                           | 2021     | Productos no básicos                             |
| India                            | NIIF        | National Investment and Infrastructure Fund                        | 4                             | 2015     | Productos no básicos                             |
| Colombia                         | FAEP        | Fondo de Ahorro y Estabilización Petrolera                         | 12                            | 1995     | Gas y petróleo                                   |
| Estados Unidos                   | ATF         | Alabama Trust Fund                                                 | 3                             | 1985     | Gas y petróleo                                   |
| Estados Unidos                   | SIFTO       | Utah-SITFO                                                         | 2,5                           | 1983     | Regalías de tierras y minerales                  |
| Estados Unidos                   | IEFIB       | Idaho Endowment Fund Investment Board                              | 2                             | 1969     | Regalías de tierras y minerales                  |
| Nigeria                          | BDIC        | Bayelsa Development and Investment Corporation                     | 0,1                           | 2012     | Productos no básicos                             |
| Nigeria                          | NSIA        | Nigeria Sovereign Investment Authority                             | 2,6                           | 2011     | Gas y petróleo                                   |
| Kuwait                           | AWQAF       | Awqaf and Islamic Affairs Fund                                     | 1,99                          | 1993     | Productos no básicos                             |
| Estados Unidos                   | LEQTF       | Louisiana Education Quality Trust Fund                             | 1,4                           | 1986     | Gas y petróleo                                   |
| Panamá                           | FAP         | Fondo de Ahorro de Panamá                                          | 1,4                           | 2012     | Productos no básicos                             |
| Emiratos Árabes Unidos           | RIA         | RAKIA                                                              | 2                             | 2005     | Gas y petróleo                                   |
| Bolivia                          | FINPRO      | Fondo para la Revolución Industrial Productiva                     | 0,4                           | 2015     | Productos no básicos                             |
| Estados Unidos                   | CSF         | Oregon Common School Fund                                          | 2                             | 1859     | Regalías de tierras y minerales                  |
| Senegal                          | FONSIS      | Fonds Souverain d'Investissement Strategiques                      | 0,1                           | 2012     | Productos no básicos                             |
| Palestina                        | PIF         | Palestine Investment Fund                                          | 1,0                           | 2003     | Productos no básicos                             |
| Kiribati                         | RERF        | Revenue Equalization Reserve Fund                                  | 0,4                           | 1956     | Fosfatos                                         |
| Vietnam                          | SCIC        | State Capital Investment Corporation                               | 1,2                           | 2006     | Productos no básicos                             |
| Ghana                            | GPF         | Ghana Petroleum Funds                                              | 0,9                           | 2011     | Gas y petróleo                                   |
| Gabón                            | FGIS        | Fonds Gabonais d'Investissements Strategiques                      | 1,0                           | 2012     | Gas y petróleo                                   |
| Mauritania                       | NFHR        | National Fund for Hydrocarbon Reserves                             | 0,1                           | 2006     | Gas y petróleo                                   |
| Australia                        | WAFF        | Western Australian Future Fund                                     | 0,8                           | 2012     | Minerales                                        |
| Mongolia                         | FHF         | Future Heritage Fund                                               | 0,1                           | 2011     | Minerales                                        |
| Guinea Ecuatorial                | FRGF        | Fonds de Réserves pour Générations Futures                         | 0,2                           | 2002     | Gas y petróleo                                   |
| Papúa Nueva Guinea               | PNGSWF      | Papua New Guinea Sovereign Wealth Fund                             | 22                            | 2011     | Gas y petróleo                                   |
| Turkmenistán                     | TSF         | Turkmenistan Stabilization Fund                                    | 0,5                           | 2008     | Gas y petróleo                                   |
| Estados Unidos                   | WVFF        | West Virginia Future Fund                                          | 19                            | 1997     | Gas y petróleo                                   |
| México                           | FMP         | Fondo Mexicano del Petróleo para la Estabilizacion y el Desarrollo | 7                             | 2000     | Gas y petróleo                                   |
| Estados Unidos                   | FMP         | Colorado Public School Fund Endowment Board                        | 1,2                           | 2016     | Regalías de tierras y minerales                  |
| Estados Unidos                   | BCPL        | Wisconsin Board of Commissioners of Public Lands                   | 1.4                           | 1848     | Tierras, ventas de madera y productos no básicos |
| Emiratos Árabes Unidos (Sharjah) | SAM         | Sharjah Asset Management Holding                                   | 2                             | 2008     | Productos no básicos                             |
| Ruanda                           | AGDF        | Agaciro Development Fund                                           | 0,2                           | 2012     | productos no básicos                             |